# NGC 4684
NGC 4684 (другие обозначения — UGC 7951, MCG 0-33-11, ZWG 15.19, IRAS12447-0227, PGC 43149) — галактика в созвездии Дева.
Этот объект входит в число перечисленных в оригинальной редакции «Нового общего каталога».
В галактике имеются две нити из ионизированного газа, простирающиеся на несколько килопарсек с разных сторон ядра.